# Řád českých filidů
Řád českých filidů (latinsky Ordo filidi Bohemicae), známý také jako Společenství filidů opata Columcilla anebo zkráceně filidé, je českým křesťanským ekumenickým řádem, který navazuje na novokeltský rekonstrukcionismus v jeho specifické křesťanské podobě. Vznikem a mapováním činnosti českých filidů se u nás zabývá religionista Ivan O. Štampach, který říká, že členové a stoupenci tohoto řádu předpokládají, že Keltové byli i našimi předky. Sám I. O. Štampach tvrdí, že je známo, že Keltové obývali naše území a zanechali po sobě archeologií objevované památky, např. zbytky sídel zvaných opida. Některé lokální názvy jsou keltského původu atd. Řád českých filidů oficiálně vznikl 2. února 2019 s cílem vytvářet duchovní a umělecké vazby. Ustanovení (iniciace či ordinace) na filida je obdobná řeholním řádům z římskokatolické církve, je doživotní (tzv. primariáni), ale nepředpokládá se povinný celibát (je dobrovolný). Část řádu je tvořena přidruženými zájemci bez složení slibu anebo tzv. sekundariány, kteří skládají svůj slib na rok. Inspirátorem k vytvoření řádu se stal Amairgil Vrchotický, vlastním jménem Ladislav Míšek, kterému náleží titul čestný opat a který byl ordinován na filida v Irsku prostřednictvím římskokatolického kněze, jehož jméno je utajeno. Kromě něj tzv. jádro řádu tvoří hudebník Mojmír Kačirek, řádovým jménem Prokop, a kněz Martin Gruber (1971-2021), který se dlouhodobě zabýval keltským křesťanstvím.
Původní keltští filidé byli tak řečení „vidoucí“, věštci, proročtí básníci podobně jako obecně známější bardi. Řád českých filidů chce spojovat spiritualitu s uměním.